# Abid Sadykowitsch Sadykow
Abid Sadykowitsch Sadykow (russisch Абид Садыкович Садыков, englische Transkription: Abid Sadykovich Sadykov; * 2. Novemberjul. / 15. November 1913greg. in Taschkent; † 21. Juli 1987 ebenda) war ein usbekischer Chemiker, Akademiepräsident und Politiker.

## Leben
Sadykow studierte von 1932 bis 1937 Chemie an der Staatlichen Universität Taschkent und erwarb dort 1946 auf dem Gebiet der organischen Chemie den russischen Doktortitel (entspricht der Habilitation). International bekannt wurde er mit seinen Arbeiten zur bioorganischen Chemie und speziell zur Naturstoffchemie. 1947 wurde er Professor und in die Akademie der Wissenschaften der Usbekischen SSR gewählt. Von März 1958 bis April 1966 war er Rektor der Staatlichen Universität Taschkent. Anschließend war er von 1966 bis 1984 Präsident der Usbekischen Akademie der Wissenschaften, in der er ab 1973 bis 1987 das Institut für Bioorganische Chemie leitete.
Seit 1966 war Sadykow für mehrere Jahre Mitglied des Obersten Sowjet der UdSSR. Er erhielt eine Vielzahl staatlicher Auszeichnungen. 1966 wurde er Korrespondierendes und 1972 Vollmitglied der Akademie der Wissenschaften der UdSSR. 1985 wurde er mit der Mendelejew-Goldmedaille der Akademie für seine Arbeiten über die aus Baumwolle isolierten Substanzen ausgezeichnet.